# Plan de Basura
Plan de Basura är en ort i Mexiko.   Den ligger i kommunen Huautla de Jiménez och delstaten Oaxaca, i den sydöstra delen av landet, 280 km sydost om huvudstaden Mexico City. Plan de Basura ligger 1 386 meter över havet och antalet invånare är 170.
Terrängen runt Plan de Basura är kuperad norrut, men söderut är den bergig. Runt Plan de Basura är det ganska tätbefolkat, med 75 invånare per kvadratkilometer. Närmaste större samhälle är Huautla de Jiménez, 1,7 km öster om Plan de Basura. I omgivningarna runt Plan de Basura växer i huvudsak städsegrön lövskog.